# Besian Idrizaj
Besian Idrizaj (Baden, 12 ottobre 1987 – Linz, 15 maggio 2010) è stato un calciatore austriaco di origine albanese-kosovara , di ruolo attaccante.
È morto nel sonno durante la notte del 15 maggio 2010 nella casa della sua famiglia in Austria, colto da un infarto improvviso. Militava nello Swansea City.

## Palmarès

### Club

#### Competizioni nazionali
- Coppa d'Inghilterra: 1

Liverpool: 2005-2006
- Community Shield: 1

Liverpool: 2006

#### Competizioni internazionali
- Supercoppa UEFA: 1

Liverpool: 2005